# Гордон, Джордж (лорд)
Лорд Джордж Гордон (1751—1793) — депутат Палаты общин от Людгершелла (1774—1780), третий (младший) сын 3-го герцога Гордона. Принял иудаизм.

## Биография
Джордж Гордон родился 26 декабря 1751 года в городе Лондоне, один из представителей известного английского дворянского рода.
Гордон служил сначала в британском королевском флоте, а в 1774 году стал членом английского парламента. 

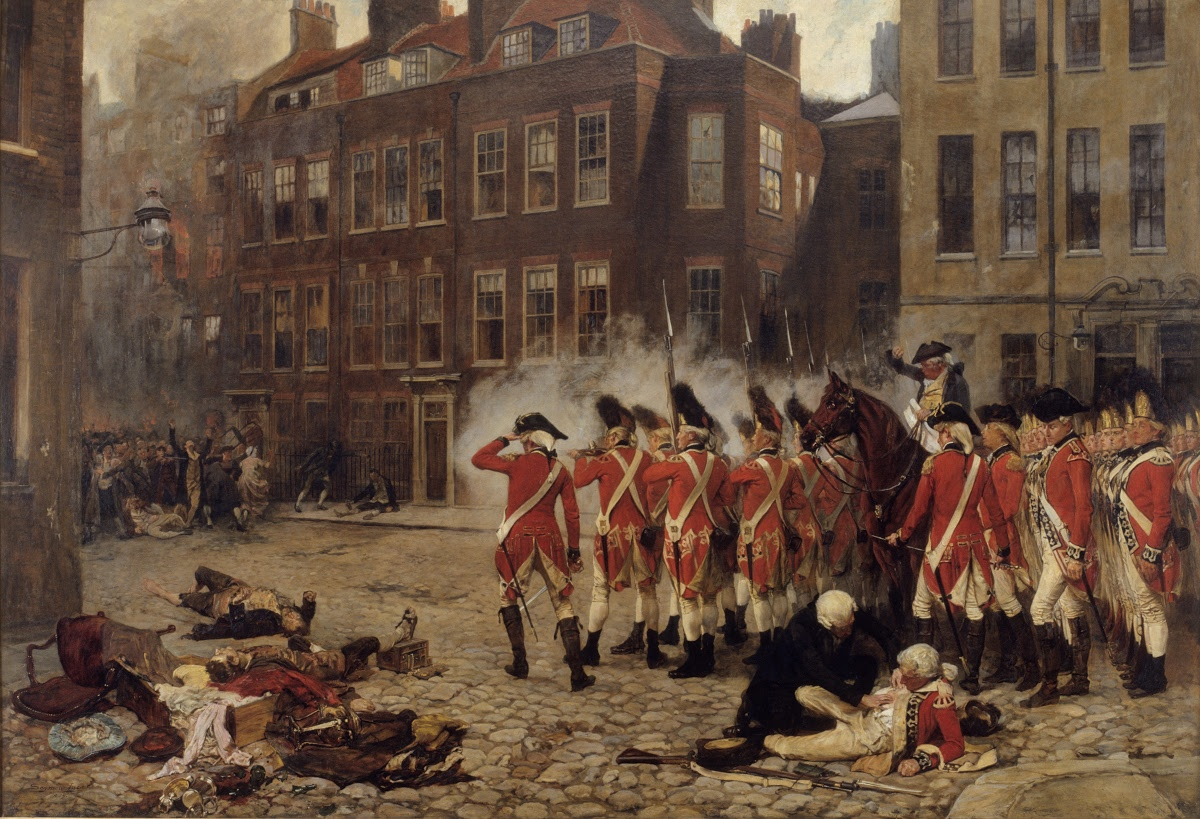
Бунт лорда Гордона

В 1778 году в связи с обсуждением билля об изменении Test-act’а, фактически лишавшего католиков права занимать государственные и общественные должности, он представил петицию, повлекшую за собою беспорядки (см. Бунт лорда Гордона), во время которых он был арестован и отправлен в Тауэр, где, однако, был оправдан судом.
В 1784 году Лорд Гордон в качестве ревностного протестанта принял участие в возникших спорах между Нидерландами и императором Иосифом II и тогда же вступил в переписку с некоторыми видными талмудистами; вскоре он отправил главному английскому раввину Тебеле (Давиду) Шарфу просьбу обратить его в еврейскую религию; раввин, однако, отказался исполнить его просьбу. Тогда Гордон через представителя бирмингемского раввина Якова добился своего, хотя его переход не был санкционирован духовными властями.
Многие современники считали, что поводом к принятию лордом Гордоном иудаизма послужили его финансовые планы: он надеялся найти среди евреев приверженцев своей системы отказа воюющим сторонам в займах. Как бы то ни было, но в Бирмингеме он строго исполнял предписания еврейской религии, жил в доме еврея, отрастил бороду, стал носить еврейскую одежду и т.д.
В 1788 году Гордон был приговорен к пятилетнему тюремному заключению и штрафу в 5000 фунтов стерлингов, в обеспечение которого выдал два обязательства в 2500 фунтов каждое. В Ньюгейте, где он отбывал свое наказание, лорд Гордон соблюдал все религиозные предписания, носил тефилин и талес, ел кошерное мясо и т. д. По окончании пятилетнего срока, будучи не в состоянии оплатить долговые обязательства, продолжал оставаться в Ньюгейте, где и умер от брюшного тифа 1 ноября 1793 года.
Диккенс в своем историческом романе «Барнеби Радж» описывает беспорядки, вызванные лордом Гордоном.